# Le Facteur de l'espace
Le Facteur de l'espace est une série de bandes dessinées jeunesse de trois tomes écrite et illustrée par le québécois Guillaume Perreault et publiée par La Pastèque. C'est aussi une série animée jeunesse  et un mini-jeu (toutes les deux coproduites par La Pastèque et URBANIA) ainsi qu'une série de balado (produit par La Pastèque).

## Synopsis
Bob est un facteur spécial qui adore son boulot. Son travail consiste à distribuer du courrier et des colis dans toute la galaxie. À travers ses itinéraires, Bob fait face à des rencontres inopportunes et des défis surprenants. Ces imprévus, qui bouleversent sa routine, deviennent pour Bob des outils de dépassement, d’ouverture à l’autre et de découvertes enrichissantes.

## Personnages principaux
- Bob - facteur: Routinier, rigoureux et doux. Il a tendance à perdre son sang froid lorsque son quotidien est bousculé. Pour lui, le courrier, c’est sacré. Il adore son travail et il le fait très bien.
- Odile - employée des postes, division mécanique: Optimiste, bricoleuse, aventurière, mais aussi parfois impulsive et distraite. Elle aime la compagnie et est très rigolote. Odile est une copilote hors pair.
- Gontrand - facteur: envieux, malicieux et vaniteux, Gontrand est un grand incompris qui aimerait se faire apprécier à sa juste valeur. En tentant de se démarquer, il finit toujours par semer la zizanie. Il vit dans l’espoir maladif d’être sacré employé du mois alors qu’il devrait apprendre à s’accepter tel qu’il est.

## Bandes dessinées Le Facteur de l'espace
- Tome 1 - Le Facteur de l’espace: un pépin au bureau de poste entraîne Bob hors de sa zone de confort. C'est à se demander si Bob arrivera à livrer tout son courrier comme prévu[5].
- Tome 2 - Le Facteur de l’espace - Les pilleurs à moteurs: Bob est forcé de travailler avec Marcelle, une postière en entraînement. Une seule lettre à livrer les poussera à explorer les confins de la galaxie et un mystérieux personnage semble s’intéresser à cette lettre tout aussi mystérieuse[6].
- Tome 3 - Le Facteur de l’espace - La faim du monde: Bob aura bien d’autres préoccupations aujourd’hui que la faim qui le tenaille. Arriver à se faire comprendre partout dans la galaxie est tout un défi[7].

### Prix et distinctions
- Tome 1, Récipiendaire du prix du Salon du livre et de la presse jeunesse de Montreuil en 2016
- Tome 1, Récipiendaire du prix Merit du 3x3 Illustration Annual No. 13 en 2016
- Tome 1, Récipiendaire du prix Tamarac Express en 2017
- Tome 1, Finaliste prix Bédélys jeunesse en 2017
- Tome 1, Finaliste du Prix jeunesse des libraires du Québec en 2017

## Série animée Le Facteur de l'espace
Bob est un facteur intergalactique qui livre des colis à bord de son vaisseau spatial. Il aime la routine, les itinéraires planifiés et les choses qu’il connaît. Un jour, son patron lui apprend qu’il devra travailler en équipe avec Odile, une aventurière qui adore les surprises et l’imprévu. À travers les épisodes, ce duo improbable vivra toutes sortes de situations rocambolesques. ICI TOU.TV est la plateforme qui héberge la série de 9 épisodes de 5 minutes qui s’adresse aux enfants de 8-12 ans.
Épisodes
- Le cowboy solitaire
- Un 23 dans la ville
- Un congé pas comme les autres
- ZZZ… Zélatonia
- Le procès de 23
- Vieux Bob
- Super Club-Mix-Remix
- Maestro de l’horreur
- Les décideurs

### Fiche technique de la série
- Titre original : Le Facteur de l'espace
- Réalisation : Guillaume Perreault
- Scénario : Charles-Alex Durand
- Script-édition: Sarah Lalonde
- Bible littéraire: Marie-France Landry
- Direction des voix: Julie Burroughs
- Scénarimage, animation, décors et composition visuelle: Béatrice Bachand-Bergeron, Julien Bardet, Caroline Beauchamp, Catherine Braun-Grenier, Dustin Carpenter, Charles-Alexandre Gauthier, Jared Karnas, Anne-Marie Robert, Élodie Roy, Fanie Thuot, Astrid Vanderstraete
- Musique : Jean-Olivier Bégin
- Conception sonore et mixage: Francis Renaud-Legault
- Montage: Anne-Sophie Borduas
- Coloriste: Alex Lamy-Canuel
- Directeur technique: Harold Lopez Garroz
- Directrice des opérations, productions originales: Jacinthe Carignan, de Urbania
- Directrice de Post-Production: Éline Sanschagrin, de Urbania
- Productrices: Annie Bourdeau, Solen Labrie Trépanier
- Producteurs exécutifs: Martin Brault, Frédéric Gauthier, Raphaëlle Huysmans, Philippe Lamarre
- Pays d'origine :  Canada
- Langue originale : français
- Format : couleur
- Genre : animation

## Balado Le Facteur de l'espace
Une adaptation de la bande dessinée en 6 épisodes de 20 minutes pour les 6-9 ans. Chaque épisode est accompagné d’une fiche pédagogique à utiliser en classe. Le balado est disponible sur différentes plateformes.
- Un matin pas comme les autres
- Solanum
- Brikabrak
- Fibula
- Astroparc B-612
- Longtronc

Crédits
- Production : La Pastèque, en collaboration avec La puce à l’oreille.
- Voix : Charles Beauchesne.
- Réalisation : Francis Thibault et Alexandre Craig

## Mini-jeu Le Facteur de l'espace
Un colis s’est glissé par erreur dans le vaisseau de Gontrand, un collègue de Bob et Odile. La mission: rattraper Gontrand et intercepter la livraison de ce colis! Mais Gontrand, qui est toujours en compétition avec Bob pour le titre d’employé du mois, n’a pas l’intention de se laisser rattraper facilement.
Dans ce mini-jeu de type plate-forme, dans un point de vue à défilement horizontal, Bob et Odile sont à bord du vaisseau VP1 à la poursuite de Gontrand. En plus d’éviter les collision avec des planètes, des astéroïdes et des débris intergalactiques, le joueur doit cueillir des colis et des propulseurs qui lui donneront de la vitesse afin d’attraper Gontrand.
Crédits
- Productrices: Annie Boudreau, Solen Labrie Trépanier
- Game design: Virginie Lesiège
- Scénario et dialogues: Charles-Alex Durand
- Designer Interactif: Cynthia Arseneault
- Intégrateurs et programmeurs: Nicolas Roy, Joseph Blais
- Voix: Alexandre Daneau, Alexandre Fortin, Véronique Marchand
- Musique: Jean-Olivier Bégin
- Conception sonore et mixage: Francis Renaud-Legault
- Directrice des opérations productions originales: Jacinthe Carignan, de Urbania
- Directrice de Post-Production: Éline Sanschagrin, de Urbania
- Montage: Anne-Sophie Borduas, de Urbania